# 鵜飼正男
鵜飼 正男（うかい まさお、1954年1月8日 - ）は、日本の実業家。愛知製鋼代表取締役副社長を経て、東和不動産（現・トヨタ不動産）代表取締役社長。

## 人物・経歴
愛知県出身。南山高等学校を経て、1976年名古屋大学経済学部卒業、トヨタ自動車販売（現トヨタ自動車）入社。豊田章一郎初代トヨタ自動車代表取締役社長の秘書を10年間務めるなどし、秘書部主査（部長待遇）を経て、2006年秘書部長に就任。2011年愛知製鋼取締役。2012年愛知製鋼常務取締役。2013年愛知製鋼専務取締役。2015年愛知製鋼代表取締役副社長。2018年から東和不動産（現・トヨタ不動産）代表取締役社長を務め、静岡県小山町と協定を結び同町で富士スピードウェイと隣接するかたちでモータースポーツビレッジの開設を進めるなどした。